# U-1053
Unterseeboot 1053 foi um submarino alemão do Tipo VIIC, pertencente a Kriegsmarine que atuou durante a Segunda Guerra Mundial.

## Comandantes
| Comandante         | Data                                              |
| ------------------ | ------------------------------------------------- |
| Oblt. Helmut Lange | 12 de fevereiro de 1944 - 15 de fevereiro de 1945 |

## Subordinação
Durante o seu tempo de serviço, esteve subordinado às seguintes flotilhas:
| Período                                         | Flotilha                                   |
| ----------------------------------------------- | ------------------------------------------ |
| 12 de fevereiro de 1944 - 31 de outubro de 1944 | 5. Unterseebootsflottille (treinamento)    |
| 1 de novembro de 1944 - 15 de fevereiro de 1945 | 11. Unterseebootsflottille (serviço ativo) |